# ウィリス・ホイットニー

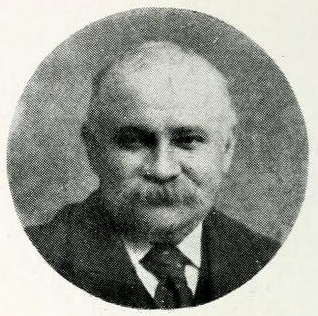
ウィリス・ホイットニー

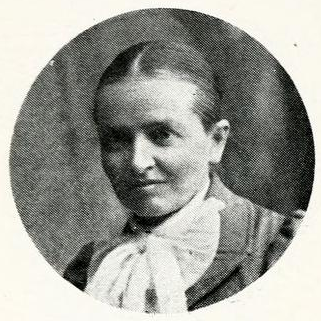
妻のマリー。1857年ロンドン生まれ。1885年にウィリスと結婚した

ウィリス・ノートン・ホイットニー（Willis Norton Whitney、1855年10月18日 - 1918年10月26日）は、明治時代に来日したアメリカ合衆国の医師である。

## 経歴・人物
ニュージャージー州ニューアークの生まれ。1875年（明治8年）森有礼の推薦により父で後に商法講習所の教師になるウィリアム・コグスウェル・ホイットニー及び彼の妻のアンナ・ホイットニー、姉のクララ・ホイットニー（のちに勝海舟の三男、梶梅太郎と結婚）、妹のアデレイド・ホイットニーと共に来日した。
母国では電気工学を学んでいたが、来日後母の希望で医師を目指した。横浜の外国人医師のもとで学びはじめたが、家計が苦しく、1878年（明治11年）8月から1年間、金沢の石川県啓明学校（金沢大学の前身）の教長を務めた。帰京後、東京帝国大学（現在の東京大学）のお雇い外国人であったドイツ人のエルヴィン・フォン・ベルツの教え子となり、東大初のアメリカ人留学生として医学を学んだ。専攻は日本人は眼疾が多いことから眼科を選んだ。米国で学位を取るため1880年（明治13年）に一旦帰国し、ペンシルベニア大学に転校する。
1882年（明治15年）に再来日した際には、アメリカ公使館の通訳を務めた。再来日の途上、父のウィリアムがロンドンで没し、翌1883年（明治16年）には母のアンナが東京で亡くなった。1885年（明治18年）には、父の死亡時に世話になったフレンド派巡回伝道師ジョゼフ・ブレイスウェイト（Joseph P. Braithwaite, 1818年 - 1905年）の娘と結婚した。1886年（明治19年）には母が亡くなった際の義援金で勝海舟らと共に赤坂で施療病院赤坂ホスピタルを設立したほか、公使館通訳の傍ら、執筆や宣教師・教師の斡旋など、明治時代における日米関係の向上に貢献した。1895年（明治28年）に通訳職を辞し、医療伝道に携わるため離日し、1918年にイギリスのオクスフォードシャーバンベリーにて亡くなった。
なお、この病院は1886年に来日した英国聖書協会日本責任者でジョゼフの息子であるジョージ・ブレイスウェイト（George Braithwaite、1855年 - 1931年）夫妻の協力により赤坂病院と改称され、現在は日本基督教団赤坂教会と再改称されている。

## 関連書
- 『ドクトルホイトニーの思ひ出』ホイトニー夫人, 梶夫人共著 (基督教書類会社, 1930) - ウィリスの長男Willis Bevan Whitneyによると、本書は宗教的目的で書いたもので、事実は必ずしも正確ではないという[4]。